# Idiodes andravahana
Idiodes andravahana là một loài bướm đêm trong họ Geometridae.